# Джанфранко Бедин
Джанфранко Бедин (на италиански: Gianfranco Bedin) е бивш италиански треньор и футболист, полузащитник. Основен играч в годините на Великият Интер.

## Отличия
- Шампион на Италия: 3

Интер: 1964-65, 1965-66, 1970-71
- Купа на Европейските шампиони: 1

Интер: 1964-65
- Междуконтинентална купа: 2

Интер: 1964, 1965